# Crédit Foncier de France

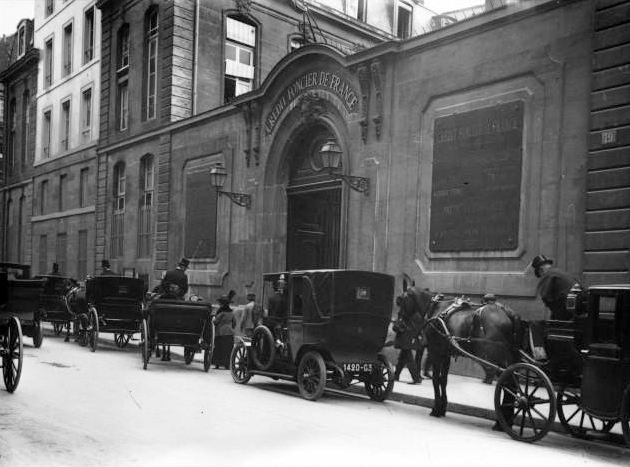
A sede do Credit Foncier de France, 19 rue des Capucines, c. 1913, arquiteto Antoine-Nicolas Bailly

O Crédit Foncier de France é um banco nacional de hipotecas da França. Uma subsidiária da BPCE, sua sede está localizada em Charenton, a 100 metros fora dos limites da cidade de Paris. O atual CEO é Bruno Deletré.
Em 26 de junho de 2018, foi anunciado que a organização seria fechada e suas atividades integradas ao BPCE.

## História
O Crédit Foncier (em inglês: crédito fundiário) fez inicialmente empréstimos a comunidades . O movimento foi iniciado por Louis Wolowski e Conde Xavier Branicki e sancionado pelo Imperador Napoleão III em 1852, na tentativa de modernizar o sistema bancário francês medieval e expandir o investimento francês fora da Europa. Seu nome se tornou o "Banque Foncière de Paris". Instituições semelhantes em Nevers e Marselha foram fundidas em uma, sob o título de "Crédit Foncier de France". O montante do empréstimo não poderia exceder a metade do valor da propriedade prometida ou hipotecada, e que o reembolso do empréstimo era por uma anuidade, que incluía os juros e parte do principal, rescindíveis em uma determinada data. O Crédit Foncier detinha o monopólio das hipotecas.

Na terminologia bancária moderna, um empréstimo de "crédito de crédito" é um empréstimo por um período fixo com pagamentos regulares, em que cada pagamento inclui componentes de principal e juros, de modo que, no final do período, o principal tenha sido totalmente reembolsado. Isso deve ser comparado com um empréstimo apenas com juros, onde os pagamentos são apenas de interesse. 